# BSV Rehden
Der BSV Rehden (offiziell: Ballsportverein Schwarz-Weiß Rehden e. V.) ist ein deutscher Fußballverein aus der niedersächsischen Gemeinde Rehden im Landkreis Diepholz. Der Verein wurde 1954 gegründet.

## Geschichte

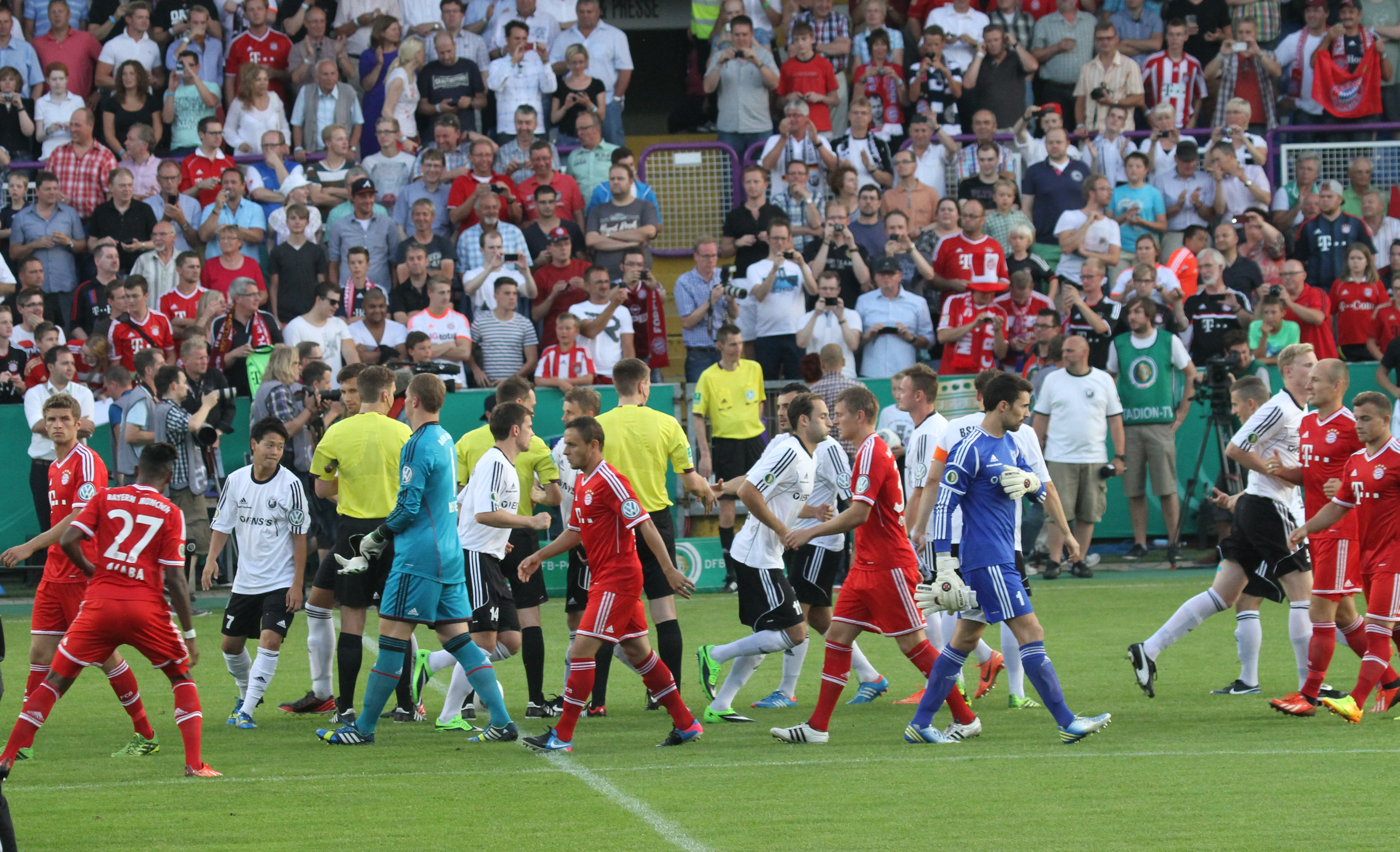
Vor dem Spiel in der 1. Hauptrunde des DFB-Pokals 2013/14 in der Osnatel-Arena in Osnabrück.

Der Verein wurde auf der Gründungsversammlung am 21. Juni 1954 von 37 Rehdenern gegründet und nahm mit einer Herren- und einer Jugendmannschaft den Spielbetrieb auf. Bereits 1957 wurde die Herrenmannschaft Meister in der Kreisklasse und stieg damit in die Bezirksklasse auf. Im August 1977 fand auf dem Sportplatz des BSV Rehden ein Spiel zwischen der Auswahl der Bundeswehr und dem damaligen Zweitligisten VfL Osnabrück statt, bei dem der Verein einen neuen Zuschauerrekord von über 1000 Besuchern verzeichnete.
Erste Erfolge über die Bezirksebene hinaus erreichte der Verein in den 1990er-Jahren, als der Verein aus der Kreisliga bis in die Niedersachsenliga West aufstieg und in dieser Zeit dreimal den Bezirkspokal gewann. In der Saison 2009/10 konnte sich der BSV Rehden für die eingleisige Oberliga qualifizieren und in der Saison 2011/12 konnte sich der Verein mit Platz 4 sogar für die neue fünfgleisige Regionalliga qualifizieren. Die zweite Mannschaft des Vereins spielt in der Bezirksliga Hannover 1.
Am 1. August 2013 wurde der US-Amerikaner Bryan Jordan verpflichtet, der größte Transfer der bisherigen Vereinsgeschichte. Jordan ist zweifacher MLS-Cup-Sieger und spielte 58 Spiele in der Major League Soccer für die Los Angeles Galaxy. Vier Jahre später waren die Rehdener als Drittletzter sportlich abgestiegen, blieben jedoch durch den Aufstieg des SV Meppen in die 3. Liga Regionalligist. Wiederum ein Jahr später folgte mit dem 15. Tabellenplatz erneut ein sportlicher Abstieg. Da allerdings Eintracht Braunschweig in die 3. Liga abstieg, musste deren zweite Mannschaft zwangsweise in die Oberliga absteigen und Rehden hielt abermals die Klasse.

### DFB-Pokal
Im Jahr 2003 qualifizierte sich die Mannschaft als unterlegener Finalist des Niedersachsenpokals für die 1. Hauptrunde des DFB-Pokals 2003/04, in der man dem damaligen Bundesligisten TSV 1860 München mit 1:5 unterlag. Dies war das erste Spiel des Vereins gegen eine Profimannschaft. Zehn Jahre später gelang erneut die Qualifikation für den DFB-Pokal-Wettbewerb. Diesmal traf man in der 1. Hauptrunde auf den FC Bayern München und verlor an der ausverkauften Bremer Brücke in Osnabrück mit 0:5. Durch den Einzug in das Pokalfinale bzw. den Gewinn des Landespokals 2014 qualifizierte sich der Verein wieder für den DFB-Pokal. Hier spielte man in der ersten Runde gegen den VfR Aalen und verlor im Elfmeterschießen mit 3:4. 2022 gewann Rehden erneut den niedersächsischen Landespokal durch ein 1:0 gegen den SV Meppen und zog damit wieder in die erste Hauptrunde des DFB-Pokals ein. Als Gegner zugelost wurde der SV Sandhausen, welcher die Rehdener mit 0:4 bezwang.

## Mannschaften
Der BSV ist mit einer Herrenmannschaft vertreten. Die Jugend ist von der F- bis zur A-Jugend besetzt und findet im Jugend-Förder-Verein Rehden-Wetschen  (JFV RWD) statt.

## Stadion
Heimspielstätte des Vereins ist der Sportplatz Waldsportstätten mit 4000 Steh- und 350 Sitzplätzen. Das Stadion wurde im Jahr 2001 gebaut, sowie 2009 und 2012 umgebaut, um die Richtlinien für die Regionalliga zu erfüllen.

## Erfolge
- Niedersachsenpokalsieger
  - 2014 (2:1 gegen die FT Braunschweig)
  - 2022 (1:0 gegen den SV Meppen)
- Teilnahme am DFB-Pokal:
  - 2003 gegen den TSV 1860 München
  - 2013 gegen den FC Bayern München
  - 2014 gegen den VfR Aalen
  - 2022 gegen den SV Sandhausen
- Aufstieg in die Regionalliga Nord 2012

### Ehemalige Spieler
- Michael Hohnstedt
- Kamer Krasniqi
- Marek Leśniak
- Addy-Waku Menga
- Lars Schiersand

- Kevin Schöneberg

- Hakim Traoré